# 2MASS J03185403-3421292
2MASS J03185403-3421292 ist ein Brauner Zwerg im Sternbild Fornax. Er wurde 2008 von J. Davy Kirkpatrick et al. entdeckt. Er gehört der Spektralklasse L7 an.